# Culham
Culham – wieś w Anglii, w hrabstwie Oxfordshire, w dystrykcie South Oxfordshire. Leży 12 km na południe od Oksfordu i 81 km na zachód od Londynu. W 2001 miejscowość liczyła 415 mieszkańców.